# Екер

Еке́р (від фр. équerre — «кутник», «накутник», «косинець») — простий механічний або оптичний маркшейдерсько-геодезичний прилад для побудови на місцевості кутів величиною 45°, 90°, 135°.
У практиці застосовуються металеві (восьмигранний, циліндричний, конічний, кульовий) та оптичні екери (одно-, дво-, тридзеркальні, одно-, дво-, трипризмові).